# Haldenstein
Haldenstein (historiskt rätoromanskt namn: Lantsch sut lyssna (fil)) är en ort i kommunen Chur i kantonen Graubünden, Schweiz. Orten var före den 1 januari 2021 en egen kommun, men inkorporerades då in i kommunen Chur.
Orten ligger på vänstra sidan av floden Rhen, mitt emot kantonshuvudorten Chur, dit två tredjedelar av den förvärvsarbetande befolkningen pendlar. Järnvägen Rhätische Bahn har en station med namnet Haldenstein, vilken ligger på östra sidan av Rhen. Trots närheten till Chur var det först efter det senaste sekelskiftet som bostadsbyggandet och befolkningen i den dåvarande kommunen ökade betydligt.

## Historia
Haldenstein lydde ursprungligen under kungsgården i Chur, men donerades 960 till biskopen av Chur. 1180 blev det ett ärftligt län under biskopen som innehades av riddarna von Lichtenstein. Sedan dessa dött ut övergick förläningen på riddarna von Haldenstein till 1402. Herrskapet Haldenstein frigjorde sig 1404 från biskopens länsöverhöghet. Länsherren Thomas von Schauenstein upphöjdes av kejsaren i friherrligt stånd 1611 och erhöll året efter myntnings-, marknads- och asylrätt. Haldenstein ingick 1558 ett skyddsfördrag med Drei Bünde, vilket kom till stånd först efter långa stridigheter med Edsförbundet. Det förblev dock ett självständigt baroni fram till 1803, då Haldenstein genom mediationsförfattningen blev en kommun i kanton Graubünden.

## Språk och religion
Liksom i övriga delar av Graubünden har rätoromanska varit befolkningens modersmål, men under 1300-talet tog tyska språket över, samtidigt som det nuvarande ortnamnet kom i bruk. Kyrkan blev reformert år 1616, men numera är en tredjedel av befolkningen katoliker, vilka söker kyrka i Chur.